# حاصل داسه
حاصل داسه (زادهٔ ۱۳۴۶ در پیرانشهر) نمایندهٔ حوزهٔ انتخابیهٔ پیرانشهر و سردشت در دورهٔ ششم مجلس شورای اسلامی بوده‌است.
از او به عنوان يكي از شخصيت هاي سياسي کرد  نام مي‌برند كه از محبوبيت بالايي برخوردار است.
حاصل داسه همراه جمع زيادي از نماينده‌هاي 
ششمين دوره  مجلس شورای اسلامی به دليل رد صلاحيت نتوانست در دوره هاي بعد حضور داشته باشد.
همچنين به دليل مواضع سياسي منتقدانه به محافظه كاران و پيگيري حقوق كردها  مورد تعقيب قضايي قرار گرفته‌است. او همچنين در دوره‌اي از اعضاي جبهه متحد كرد بوده‌است.
در دوازدهمين دوره انتخابات رياست جمهوری ايران او به عنوان قائم مقام ستاد حسن روحاني در آذربايجان غربی منصوب شد كه همين حضور باعث شد كه حسن روحانی در مناطق كُردنشين و جنوبي استان راي بالايي كسب كند.
از آنجا كه حسن روحاني قول حضور اقوام در كابينه خود را داد از حاصل داسه به عنوان جدي ترين گزينه نام برده شد. چينش كابينه دوازدهم و عدم حضور اقوام در آن سبب نقدهاي زيادي از جانب فعالان سياسي و كردها شد .
او يكي از منتقدان محمود احمدي نژاد بوده‌است كه به دليل مصاحبه با رسانه هاي خارجي از جمله بی بی سی فارسی وخبرگزاري دويچه وله آلمان  چندين بار احضار شده‌است. او معتقد است بيش از پنجاه درصد ساكنان استان آذربايجان غربی را كردها تشكيل مي دهند در حالي كه سهم آن‌ها از مديريت استان كمتر از پنج درصد است و اين را مصداق تبعيض و نقض قانون اساسي ايران در دسترسي يكسان همه به امكانات كشور مي داند.
در همين راستا همراه چهره هاي سياسي تلاش هاي زيادي صورت داد كه استانداري غير بومي و بيطرف سكان مديريت استان را در دست بگيرد.

## تحصيلات
حاصل داسه تحصيلات ابتدايي خود را در دبستان وفايي شهر پيرانشهر به اتمام رساند و دوره راهنمايي او در مدرسه مطهري  همزمان شد با انقلاب اسلامي ايران و حوادث كردستان.
دوران دبيرستان او در دبيرستان منتظري همزمان بود با جنگ ايران و عراق و مشكلات زيادي براي ادامه تحصيل او به وجود آورد. سال ٦٧  در رشته مهندسي كشاورزي وارد دانشگاه تهران شد و سال ٧١ از آن دانشگاه در مقطع ليسانس فارغ التحصيل و در جهاد كشاورزي مشغول به كار شد.
حاصل داسه اما علاقه زيادي به فعاليت هاي سياسي و اجتماعي داشت تا اينكه در ششمين دوره انتخابات مجلس توانست از حوزه انتخابيه پیرانشهر و سردشت با راي بالا و در مرحله اول وارد مجلس شود. او بعدها تحصيلات تكميلي خود را در رشته علوم سياسي ادامه داد و موفق شد از رساله دكتري خود با تز مُدارا دفاع كند.